# Auxerre
Auxerre là tỉnh lỵ của tỉnh Yonne, thuộc vùng Bourgogne-Franche-Comté của nước Pháp, có dân số là 37.790 người (thời điểm 1999).

## Nhân khẩu học
| 1851   | 1936   | 1954   | 1975   | 1982   | 1999   |
| ------ | ------ | ------ | ------ | ------ | ------ |
| 14 166 | 24 282 | 26 583 | 38 342 | 38 767 | 37 790 |

## Các thành phố kết nghĩa
- Płock (Ba Lan)
- Worms (thành phố) (Đức)
- Roscoff (Pháp)
- Saint-Amarin (Pháp)
- Greve in Chianti (Ý)
- Redditch (Vương quốc Liên hiệp Anh và Bắc Ireland)

## Những người con của thành phố
- Germanus von Auxerre, lĩnh tụ quân đội và là giám mục
- Abbo von Auxerre, giám mục, đã được phong thánh
- Jacques Berthier, người chơi đàn ống, nhà soạn nhạc
- Jean Baptiste Joseph Fourier, nhà toán học và vật lý học
- Edme Charles Philippe Lepère, chính khách
- Jacques-Germain Soufflot, kiến trúc sư